# Ostha irrespondens
Ostha irrespondens är en fjärilsart som beskrevs av Dyar 1914. Ostha irrespondens ingår i släktet Ostha och familjen nattflyn. Inga underarter finns listade i Catalogue of Life.